# Mesomyia stradbrokei
Mesomyia stradbrokei är en tvåvingeart som först beskrevs av Taylor 1917.  Mesomyia stradbrokei ingår i släktet Mesomyia och familjen bromsar. Inga underarter finns listade i Catalogue of Life.